# Фрейзер, Нэнси
Нэнси Фрейзер (род. 20 мая 1947, Балтимор, Мэриленд, США) — американский философ, критический теоретик, феминистка, профессор философии в Новой школе в Нью-Йорке. Фрейзер широко известна своей критикой политики идентичности и работой над концепцией справедливости. Разделяя политические ценности феминизма, профессор тем не менее последовательно критикует современный либеральный феминизм как слишком далеко отошедший от вопросов социальной справедливости Четыре университета из трех стран мира присвоили Фрейзер почетные докторские степени. В 2010 году Фрейзер получила премию Альфреда Шутца в области социальной философии, выданную Американской философской ассоциацией. В 2017—2018 годах Фрейзер занимала должность президента Восточного отделения Американской философской ассоциации.

## Карьера
Фрейзер получила степень бакалавра философии в Брин-Море в 1969 году и докторскую степень по философии в Центре CUNY в 1980 году. Фрейзер на протяжении многих лет преподавала на философском факультете Северо-Западного университета, прежде чем перешла в Новую школу в 1995 году. В качестве приглашенного профессора она преподавала в университетах Германии, Франции, Испании и Нидерландов. Кроме публикации собственных статей и монографий Фрейзер также работала соредактором Constellations, международного журнала о критической и демократической теории.

## Основные идеи
Философские работы Фрейзер касаются широкого спектра тем, но прежде всего она известна своим подходом к концепциями справедливости и несправедливости. Фрейзер утверждает, что справедливость можно понимать двумя способами, которые различны, но взаимосвязаны: как справедливость распределения (ресурсов) и справедливость признания (разных социальных идентичностей и групп). Соответственно, существуют и две формы несправедливости: несправедливое распределение благ и отсутствие признания.
Фрейзер привлекает внимание к тому, что многие движения за социальную справедливость 1960-х и 1970-х годов боролись за социальное признание, за отсутствие дискриминации людей на основе их расы, пола, сексуальной или этнической принадлежности. Борьба за справедливость признания оказалась на первом плане, вытеснив борьбу за справедливое распределение благ в обществе на периферию. Осуждая эту исторически сложившуюся ситуацию,Фрейзер утверждает, что слишком большое внимание к политике идентичности отвлекает нас от критики неолиберального капитализма и имущественного неравенства, которое оказывается всё более заметным в разных странах мира.
В работе 1989 года «Борьба за потребности: очерк социал-феминистской критической теории политической культуры позднего капитализма» (Struggle over Needs: Outline of a Socialist-Feminist Critical Theory of Late-Capitalist Political Culture Фрейзер предлагает теорию о распределении благ в послевоенных капиталистических обществах. В этой работе Фрейзер интересует то, каким образом в позднекапиталистических обществах принимают решения о том, какие общественные потребности государство обязано удовлетворять. А точнее, как проводятся границы между политическим, экономическим и бытовым измерениями жизни в обществе. Фрейзер рассматривает вопрос о распределении благ как территорию борьбы за границы между этими тремя измерениями. Вытеснение бытового и экономического из сферы политического приводит к тому, что, например, бытовое насилие начинают считать не социальной проблемой, а частной проблемой семьи, которая должна решаться между женой и мужем. Иногда активистам удается переостроить границы между политическим, экономическим и бытовым измерениями жизни — например в форме закона против домашнего насилия. В 2020 году образовательный проект FEM TALKS использовал отсылку к этой теории Фрейзер для интерпретации дискуссий вокруг харассмента в российских университетах. Участницы проекта заметили, что тема отношений между профессорами и студентками понимается то как явление частой жизни, то как политический вопрос.
В марте 2022 года Фрейзер (в числе 151 других феминисткок из разных стран мира) оставила свою подпись под текстом под названием «Феминистское сопротивление против войны: манифест». Манифест был написан Феминистским антивоенным сопротивлением, организацией, созданной российскими феминистками после вторжения России в Украину в 2022 году.

## Книги

### Состояния феминизма
«Состояния феминизма: от государственного капитализма до неолиберального кризиса» — сборник эссе, написанных с 1985 по 2010 гг., и анализирующих интеллектуальную историю второй волны феминизма. Фрезер рассматривает историю второй волны как драму в трех актах. В первом акте этой истории феминистское движение объединилось с другими радикальными движениями, чтобы выявлять и исправлять гендерную несправедливость, присущую капитализму. Второй акт это истории представлет собой переход от борьбы за справедливое перераспределения благ к борьбе за желаемую политику идентичности. Проблема в том, что такая перемена повестки ставит феминизм в позицию, в которой он поддерживает неолиберализм и развитие общества свободного рынка, а не противостоит ему Третий акт этой истории — это желаемое будущее феминистского движения. Фрейзер выступает за возрождение феминистского радикализма, который сможет адресовать глобальный экономический кризис..